# Résidences de la famille princière du Qatar
 (janvier 2015).
Si vous disposez d'ouvrages ou d'articles de référence ou si vous connaissez des sites web de qualité traitant du thème abordé ici, merci de compléter l'article en donnant les références utiles à sa vérifiabilité et en les liant à la section « Notes et références ».
Voici une liste des résidences occupées par la famille princière qatarienne, aucune n'est traditionnellement occupée une certaine saison de l'année. Les membres de la famille princière habitent de nombreuses résidences partout dans le monde. 

## Résidences actuelles
| Résidence              | Emplacement                      | Notes                                                  |
| ---------------------- | -------------------------------- | ------------------------------------------------------ |
|                        |                                  |                                                        |
| Officielle             |                                  |                                                        |
| Palais princier        | Doha                             | Résidence officielle à Doha de l'émir et de sa famille |
| Hôtel Landolfo-Carcano | Paris (8e arrondissement)        | Siège de l'ambassade du Qatar en France                |
| Privée                 |                                  |                                                        |
| Domaine de Castellaras | Mouans-Sartoux (Alpes-Maritimes) | Résidence estivale en juillet - août                   |
| Hôtel Kinsky           | Paris (7e arrondissement)        |                                                        |
| île d'Oxia             | Îles Ioniennes (Grèce)           |                                                        |
|                        |                                  |                                                        |